# دومينيك بيرد
دومينيك بيرد (بالإنجليزية: Dominique Byrd)‏ هو لاعب كرة قدم أمريكية أمريكي، ولد في 7 فبراير 1984 في منيابولس في الولايات المتحدة.

## وصلات خارجية
- دومينيك بيرد على موقع مرجع كرة القدم المحترفة.كوم (الإنجليزية)